# Melogramma
Melogramma är ett släkte av svampar. Enligt Catalogue of Life ingår Melogramma i familjen Melogrammataceae, ordningen Diaporthales, klassen Sordariomycetes, divisionen sporsäcksvampar och riket svampar, men enligt Dyntaxa är tillhörigheten istället familjen Melanconidaceae, ordningen Diaporthales, klassen Sordariomycetes, divisionen sporsäcksvampar och riket svampar.
| Melogramma | \| \| Melogramma campylosporum \| \| \| \| \| \| Melogramma spiniferum \| \| \| \| \| \| Melogramma elongatum \| \| \| \| |
|            | \| \| Melogramma campylosporum \| \| \| \| \| \| Melogramma spiniferum \| \| \| \| \| \| Melogramma elongatum \| \| \| \| |
|            | Melogramma campylosporum                                                                                                  |
|            | |
|            | Melogramma spiniferum |
|            | |
|            | Melogramma elongatum |
|            | |

|  | Melogramma campylosporum |
|  |                          |
|  | Melogramma spiniferum    |
|  |                          |
|  | Melogramma elongatum     |
|  |                          |

## Bildgalleri

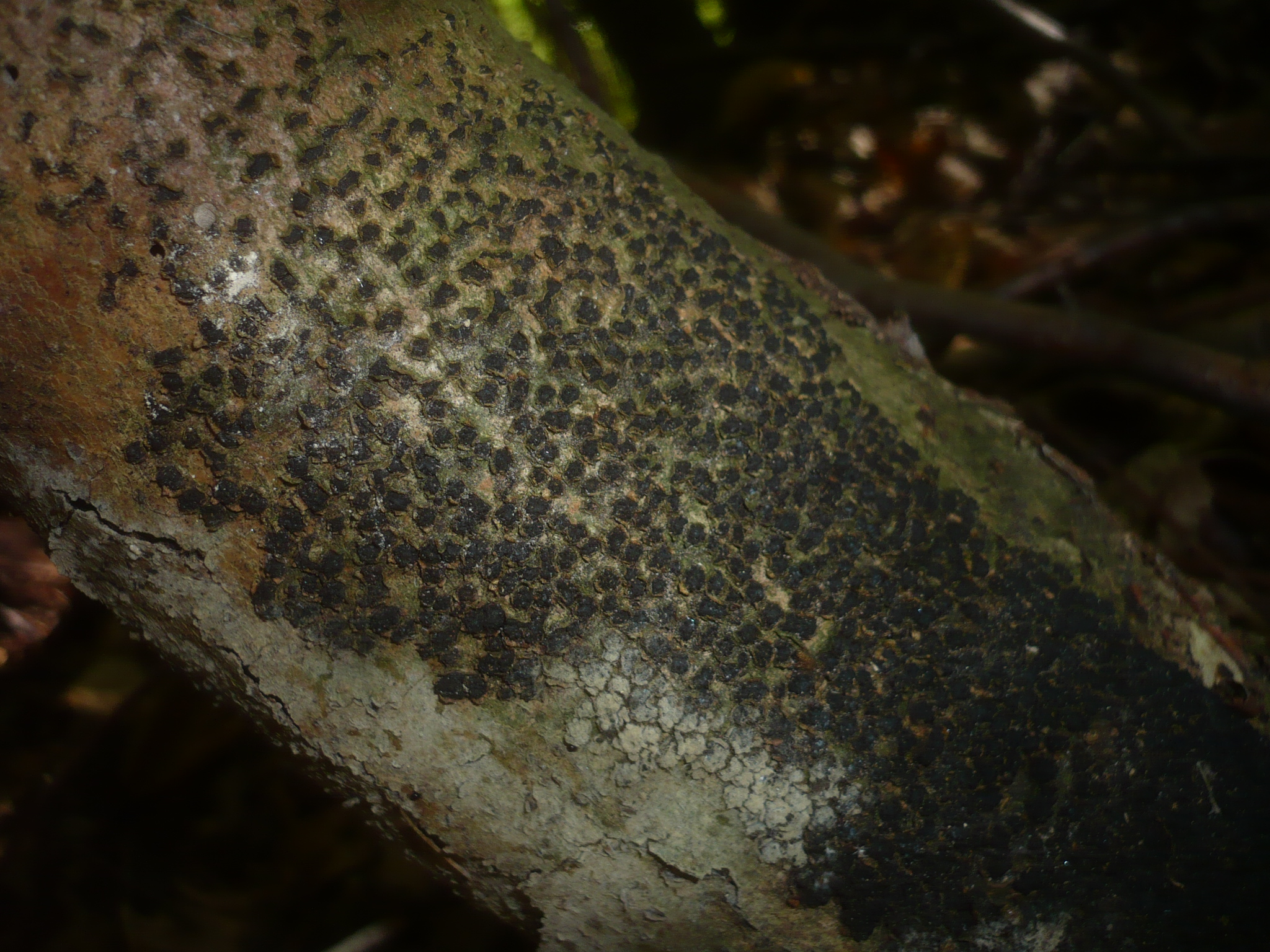